# Nederlands kampioenschap zaalhandbal (mannenhandbal) 1956
Het Nederlands kampioenschap zaalhandbal 1956 was de derde editie van het Nederlands kampioenschap zaalhandbal bij de heren. Het NK werd op 26 februari 1956 gehouden in de Ahoy te Rotterdam.
Aan het kampioenschap namen de kampioenen van de 5 districten deel, waarbij het district Oost aan de beurt was om 2 ploegen af te vaardigen.

## Opzet
- Alleen zaalhandbalteams mogen deelnemen aan het Nederlands Kampioenschap zaalhandbal. Veldhandbalteams zijn uitgesloten.
- De kampioenen van de 5 districten plaatsten zijn geplaatst voor het NK zaalhandbal.
- Als zesde team plaatst zich de vice-kampioen uit een van de districten. Welk district dit is, wordt bij toerbeurt bepaald. De volgorde hierbij is West-A, West-B, Oost, Noord en ten slotte Zuid. Deze editie was dus Oost aan de beurt.

De 6 teams worden, door loting, ingedeeld in 2 groepen van 3. De 2 ploegen uit hetzelfde district kunnen niet bij elkaar ingedeeld worden.
In de group spelen de drie teams één keer tegen elkaar, waarna een eindstand wordt opgemaakt. De wedstrijden duren 2×15 min bij de heren en 2×12,5 min bij de dames. Als in de eindstand twee teams, of zelfs alle drie de teams, exact gelijk eindigen, wordt tussen deze ploegen een extra wedstrijd gespeeld. Dit zijn verkorte wedstrijden van 2×5 min. Voor de wedstrijden na de groepswedstrijden geldt dat bij een gelijke stand, een verlenging wordt gespeeld van 2×5 min. Is de stand dan nog gelijk, dan wordt er verlengd tot een van de twee ploegen scoort.
De nummers 1 en 2 uit beide groepen spelen kruisfinales tegen elkaar voor een plek in de finale om de titel. De verliezers van de kruisfinales spelen in de troostfinale voor de 3e en 4e plaats, en de nummers 3 van beide groepen spelen voor de 5e en 6e plaats.

## Poule A

### Teams
| Club               | Plaats    | District |
| ------------------ | --------- | -------- |
| Niloc              | Amsterdam | West-A   |
| Olympia            | Hengelo   | Oost     |
| Vlugheid en Kracht | Groningen | Noord    |

### Stand/uitslagen
| Pos | Team               | Wed | W | G | V | Ptn | DV | DT | +/− | Opmerking    |  | OLY | NIL | V&K  |
| --- | ------------------ | --- | - | - | - | --- | -- | -- | --- | ------------ |  | --- | --- | ---- |
| 1   | Olympia            | 2   | 2 | 0 | 0 | 4   | 20 | 9  | +11 | Kruisfinales |  |     |     | 13–3 |
| 2   | Niloc              | 2   | 1 | 0 | 1 | 2   | 14 | 7  | +7  | Kruisfinales |  | 6–7 |     |      |
| 3   | Vlugheid en Kracht | 2   | 0 | 0 | 2 | 0   | 3  | 21 | −18 | Plaats 5/6   |  |     | 0–8 |      |

## Poule B

### Teams
| Club   | Plaats    | District |
| ------ | --------- | -------- |
| ESCA   | Arnhem    | Oost     |
| Hellas | Den Haag  | West-B   |
| PSV    | Eindhoven | Zuid     |

### Stand/uitslagen
| Pos | Team   | Wed | W | G | V | Ptn | DV | DT | +/− | Opmerking    |  | HEL | PSV | ESC |
| --- | ------ | --- | - | - | - | --- | -- | -- | --- | ------------ |  | --- | --- | --- |
| 1   | Hellas | 2   | 2 | 0 | 0 | 4   | 17 | 12 | +5  | Kruisfinales |  |     |     | 8–4 |
| 2   | PSV    | 2   | 0 | 1 | 1 | 1   | 15 | 16 | −1  | Kruisfinales |  | 8–9 |     |     |
| 3   | ESCA   | 2   | 0 | 1 | 1 | 1   | 11 | 15 | −4  | Plaats 5/6   |  |     | 7–7 |     |

## Plaatseringswedstrijden

### Schema
|  | Kruisfinales     | Kruisfinales |                  |   | Finale | Finale |
|  |                  |              |                  |   |        |        |
|  | 26 februari 1956 |              |                  |   |        |        |
|  |                  |              |                  |   |        |        |
|  | Olympia          | 8            |                  |   |        |        |
|  | Olympia          | 8            | 26 februari 1956 |   |        |        |
|  | PSV              | 7            |                  |   |        |        |
|  | PSV              | 7            | Olympia          | 9 |        |        |
|  | 26 februari 1956 |              | Olympia          | 9 |        |        |
|  |                  | Hellas       | 6                |   |        |        |
|  | Hellas           | Hellas       | 6                | 4 |        |        |
|  | Hellas           |              |                  | 4 |        |        |
|  | Niloc            | 2            |                  |   |        |        |
|  | Niloc            | 2            | Troostfinale     |   |        |        |
|  |                  |              |                  |   |        |        |
|  | 26 februari 1956 |              |                  |   |        |        |
|  |                  |              |                  |   |        |        |
|  | PSV              | 7            |                  |   |        |        |
|  | PSV              | 7            |                  |   |        |        |
|  | Niloc            | 5            |                  |   |        |        |

### Kruisfinales
| 26 februari 1956 | Olympia | 8 – 7 | PSV | Ahoy, Rotterdam |
| 26 februari 1956 |         |       |     | Ahoy, Rotterdam |
| 26 februari 1956 |         |       |     | Ahoy, Rotterdam |

| 26 februari 1956 | Hellas | 4 – 2 | Niloc | Ahoy, Rotterdam |
| 26 februari 1956 |        |       |       | Ahoy, Rotterdam |
| 26 februari 1956 |        |       |       | Ahoy, Rotterdam |

### Plaats 5/6
| 26 februari 1956 | Vlugheid en Kracht | 5 – 10 | ESCA | Ahoy, Rotterdam |
| 26 februari 1956 |                    |        |      | Ahoy, Rotterdam |
| 26 februari 1956 |                    |        |      | Ahoy, Rotterdam |

### Troostfinale
| 26 februari 1956 | PSV | 7 – 5 | Niloc | Ahoy, Rotterdam |
| 26 februari 1956 |     |       |       | Ahoy, Rotterdam |
| 26 februari 1956 |     |       |       | Ahoy, Rotterdam |

## Finale
| 26 februari 1956 | Olympia | 9 – 6 | Hellas | Ahoy, Rotterdam |
| 26 februari 1956 |         |       |        | Ahoy, Rotterdam |
| 26 februari 1956 |         |       |        | Ahoy, Rotterdam |

## Eindstand
| Rang | Team               | District |
| ---- | ------------------ | -------- |
|      | Olympia            | Oost     |
|      | Hellas             | West-B   |
|      | PSV                | Zuid     |
| 4    | Niloc              | West-A   |
| 5    | ESCA               | Oost     |
| 6    | Vlugheid en Kracht | Noord    |